# Устанци робова у старом Риму
Устанци робова у старом Риму су биле побуне робова у позној Римској републици. Било је три устанка робова, од којих су прва два имала више локални карактер (оба су избила и била угушена на Сицилији), док је трећи захватио целу Италију и озбиљно уздрмао темеље римске државе и довео до низа промена у римском државном устројству. Било их је три:
- Први устанак робова, који је избио на Сицилији и трајао је од 135. п. н. е. до 132. п. н. е. Вође устанка су биле Евнус, бивши роб који је тврдио да је пророк, и Клеон, Киликијац. Група робова се побунила у Ени, на Сицилији и робови су победили римску војску у неколико мањих битака. Три године су држали највећи део Сицилије под својом контролом, све док није дошла војска под командом конзула Публија Рупилија која је победила робовску војску и угушила побуну. Устанак је углавном настао због великих промена након истеривања Картагињана са Сицилије током Другог пунског рата. На Сицилији су дошли бројни спекуланти, који су јефтино купили огромне парцеле земље, а многи су једноставно заузели имања, која су пре тога припадала становништву Сицилије, које је пре тога подржавало Картагињане. Сицилијанци, који су подржавали римљане обогатили су се на сличан начин. Било је лако наћи јефтине робове на Сицилији, а ратом опустошена Римска република била је сигурно тржиште за сицилијанско жито. На Сицилији су све више куповали робове, да би очували свој екстравагантни стил живота. Према робовима су били веома груби и давали су што су могли мање хране и одеће. Робови су због тога били присиљени да пљачкају храну од других, да би преживели. Робови су пљачком највише штете чинили сиромашнијим Сицилијанцима, а робовласници су били задовољни да се робови хране на рачун других, па нису ништа подузимали. Због свега тога, иако номинално мирна и пуна богатих власника и са великим извозом жита на Сицилији су се иза кулиса спремали будући немири. Банде робова пљачкаша представљале су општу појаву, а било је и много убистава. Римски претори покушали су да зауздају појаву банди, али нису се усудили да их кажњавају бојећи се њихових господара, који су били моћни и утицајни. Због свега тога претори Сицилије су били присиљени да занемаре пљачку.[2]
- Други устанак робова, који је такође избио на Сицилији и трајао је од 104. п. н. е. до 103. п. н. е. Вође су биле Атеније и Трифон. Као и први устанак и овај је избио на Сицилији. Робовске војске су се удружиле и победиле су неколико римских војски, које су биле послане против њих. Тек након окончања рата са Кимбрима Римска република је 101. пре Христа послала конзулску војску под командом конзула Манија Аквилија, који је 100. п.н.е. угушио робовски устанак. Римски сенат је убрзо после првог устанка био присиљен да донесе закон, којим се забрањује продаја у ропство слободних грађана римских савезника. Претор Сицилије Публије Лициније Нерва добио је задатак од Сената да на Сицилији испита случајеве незаконитога поробљавања слободних грађана и да ослободи незаконито поробљене. Он је у Сиракузи успоставио трибунал да би испитао случајеве, али су локални робовласници успели да га наговоре да обустави истрагу. Тада су се робови који су требали да буду ослобођени побунили, а побуна се брзо проширила.
- Трећи устанак робова, познатији као Спартаков устанак, који је избио 73. п. н. е. и трајао је до 71. п. н. е. Вођа овог устанка је био Спартак, гладијатор и роб.[3] За разлику од претходна два устанка који су били локалног карактера, овај је потресао римску државу јер се великом брзином раширио у целој држави. Више пута се римска војска сукобљавала са робовском војском, али је претрпела велике губитке, а робови су почели да заузимају неке мање градове. Немири и борбе су трајали скоро три године и римска војска је имала велике губитке. Када је Крас, угледни римљанин и врло богат човек, постао нови претор скупио је шест легија и две конзулске легије и напао Спартака. Опет је римска војска претрпела губитке, након чега је претор Крас наредио, да се због неуспеха, за казну убије сваки десети римски борац - укупно 4.000 војника. Након тога се римска војска више бојала претора него непријатеља. Убрзо након тога је Крас са својом војском успео да порази Спартакову робовску војску и побије највећи део робова.[4]